# 草の響き
『草の響き』（くさのひびき）は佐藤泰志の短編小説。『文藝』1979年7月号で発表され、1982年に単行本『きみの鳥はうたえる』に収録された。2021年に映画化。

## あらすじ
自律神経失調症と診断された「彼」は、医者の勧めでランニングを始める。大正天皇の墓所の付近を毎晩走っていると、付近でたむろしていた暴走族の少年たちのうちのひとり、「ノッポ」が一緒に走るようになる。しばらくは一緒に走っていたが、そのうち季節も変わり、「ノッポ」たちと会うこともなくなっていった。そしてある夜、「ノッポ」の友人から、「ノッポ」が自殺したことを知らされる。

## 映画
『草の響き』（くさのひびき）は、2021年10月8日に公開された日本映画。監督は斎藤久志、主演は『寝ても覚めても』以来3年ぶりの映画主演作となる東出昌大。PG12指定。

### 概要
精神疾患を患い、妻と共に函館に帰郷した男が治療目的で街中を走り続ける中、路上で出会った若者たちと心を通わせる姿を描く。
原作は佐藤泰志の『きみの鳥はうたえる』所収の同名小説で、北海道函館市の市民映画館・シネマアイリス代表の菅原和博が、開館25周年を記念し、企画・製作・プロデュースを手掛ける。佐藤の没後30周年に当たる2020年に映画製作が発表され、同年11月にクランクインし、全編函館ロケで撮影が行われた。

### 映画版あらすじ
心の不調を抱えた工藤和雄は、妻の純子と愛犬ニコと共に東京を離れ函館に帰郷した。そこで、現在は高校の教員となり英語を教えているかつての同級生佐久間研二に再会する。一人では心細い和雄は、佐久間を連れて精神科を受診する。精神科医の宇野正子の診察を受け、自律神経失調症と診断された和雄は、勤務していた出版社を辞めて失業保険を受け取り、服薬しながら長期療養をすることになる。純子は和雄を支えるため、函館山にあるロープウェイの乗務員となり観光ガイドをして生計を立てる。治療の一環としてジョギングをするようになった和雄だが、純子への気遣いは疎かにしていた。
和雄がジョギングをしているコースの近くでは、高校生の小泉彰と高田弘斗、弘斗の姉恵美がスケートボードの練習をしている。弘斗は、中学校でいじめにあってから不登校になっていた。彰は、札幌から函館に引っ越してきたばかりで、転校した高校では疎外感を抱いていたが、得意なスケートボードで心の安定を図っていた。バスケットボール部に所属していた彰は同級生の部員に、海水浴場から少し離れた場所にある高さ7メートルの岩から海へダイブしようと誘われる。泳げない彰は、弘斗から泳ぎを教わる代わりにスケートボードを弘斗に教え親交を深めていた。そして、恵美も加わり3人で遊ぶようになったのである。ある夜、広場で花火をしていた3人の前を、ジョギングをしている和雄が通り過ぎる。それを見た彰は、突然和雄を追いかけ、弘斗もそれに続く。弘斗はすぐにばててしまうが、彰は和雄と並走しながら互いに声を掛け合う。
部活をさぼりがちだった彰は、下校しようとしていたところを部員たちに取り囲まれる。練習に来ない彰のことが気に入らず、恵美と一緒にいることを女遊びと揶揄し、大学進学への推薦を横取りされるのではという不安な気持ちをぶつけ彰を殴打する。彰は彼らを見返そうと、以前誘われた岩からのダイブをしてみせると宣言する。皆で海に行き、彰が実行しようとした矢先、通りかかった作業員に止められてしまう。その後、彰は一人で岩から海へ飛び込む。
一方、和雄は大学の学食で食器洗いの仕事を始め、徐々に回復の兆しが見えてきた。ある日、自宅のトイレで妊娠検査薬が置いてあるのを発見した和雄は、純子から妊娠したことを告げられる。まだ生活が不安定なことを懸念している和雄は、純子にその気持ちを見透かされ、二人の間にすれ違いが生じる。和雄の父にも仕事の心配をされ、プレッシャーをかけられる。
弘斗がいつもの広場でスケートボードに乗っていると、ジョギングをしている和雄に遭遇し、二人はしばらく並走する。そこで弘斗は、彰が岩から飛び込んで死んだことを告げる。茫然とする和雄は走り終わると、失意の弘斗と言葉少なに語り合い、「他人の気持ちに触ることはできない」という弘斗の言葉をかみしめる。
純子の腹は大きくなり、生まれてくる子のためベビー服まで用意して順調に暮らしているように見えたが、和雄はある夜、処方されていた治療薬レクサプロを大量に飲み自殺を図る。翌朝、純子に発見され未遂に終わったが、精神病院に強制入院させられ身体拘束まで受ける。病院での療養を余儀なくされるが、面会に来た純子の思いやりに触れ心を動かされる。その後、閉鎖病棟から解放病棟に移る許可が下り、テラスから見える海を眺めていた和雄は、突然柵を乗り越え外に向かって走り出すのだった。

### 原作との相違点
原作の舞台は八王子市だが、映画は函館市が舞台である。映画には原作には登場しない妻が登場する。原作で暴走族だった少年はスケートボーダーに変えられている。主人公が自殺未遂し、入院するエピソードも映画オリジナルである。

### キャスト
- 工藤和雄：東出昌大
- 工藤純子：奈緒[5]
- 佐久間研二：大東駿介[5]
- 小泉彰：Kaya[5]
- 高田弘斗：林裕太[5]
- 高田恵美：三根有葵[5]
- 和雄の父：利重剛
- 和雄の母：クノ真季子
- 宇野正子：室井滋[6]

### スタッフ
- 原作：佐藤泰志『草の響き』（『きみの鳥はうたえる』所収 / 河出文庫刊）
- 企画・製作・プロデュース：菅原和博
- 監督：斎藤久志
- 脚本：加瀬仁美
- プロデューサー：鈴木ゆたか
- 撮影：石井勲
- 美術：原田恭明
- 照明：大坂章夫
- 録音：矢野正人
- 音楽：佐藤洋介
- ピアノ：村山☆潤
- 音楽制作：オフィスオーガスタ
- 助監督：齊藤勇起
- 装飾：森公美
- 衣装：小里幸子、白石妙子
- ヘアメイク：風間啓子
- 編集：岡田久美
- 音響効果：伊藤瑞樹
- 制作担当：中島正志
- 協力：函館市
- 特別協力：佐藤喜美子、河出書房新社
- 題字：佐藤泰志
- アソシエイトプロデューサー：寺尾修一
- プロダクション協力：リクリ
- 配給：コピアポア・フィルム、函館シネマアイリス
- 宣伝：ブライトホース・フィルム
- 製作：有限会社アイリス